# Listes d'éruptions volcaniques
Cet article présente des listes d'éruptions volcaniques classées selon différents critères.

## Par époque
- Liste d'éruptions volcaniques au XXe siècle
- Liste d'éruptions volcaniques au XXIe siècle

## Par nombre de morts
| Éruption                              | Volcan          | Pays                | Date | Nombre de morts                                                   |
| ------------------------------------- | --------------- | ------------------- | ---- | ----------------------------------------------------------------- |
| Éruption du Tambora en 1815           | Tambora         | Indonésie           | 1815 | 92 000                                                            |
| Éruption du Krakatoa en 1883          | Krakatoa        | Indonésie           | 1883 | 36 417                                                            |
| Éruption du Vésuve en 79              | Vésuve          | Italie              | 79   | > 1500 corps retrouvés, < 33 000 habitants probables de la région |
| Éruption de la montagne Pelée en 1902 | Montagne Pelée  | France (Martinique) | 1902 | 29 000                                                            |
| Éruption du Nevado del Ruiz en 1985   | Nevado del Ruiz | Colombie            | 1985 | 25 000                                                            |
| Éruption du mont Unzen en 1792        | Mont Unzen      | Japon               | 1792 | 15 000                                                            |
| Éruption du Kelud en 1586             | Kelud           | Indonésie           | 1586 | 10 000                                                            |
| Éruption du Laki en 1783              | Laki            | Islande             | 1783 | 9 336                                                             |
| Éruption du Santa María en 1902       | Santa María     | Guatemala           | 1902 | 6 000                                                             |
| Éruption du Kelud en 1919             | Kelud           | Indonésie           | 1919 | 5 115                                                             |